# Drest IX dei Pitti
Drest mac Caustantín (fl. IX secolo) è stato sovrano dei Pitti dall'834 circa all'836 o 837.
Era figlio di re Caustantín e salì sul trono dopo Óengus. Poco si sa su di lui.
La Cronaca dei Pitti accorda al suo regno una durata di 3 anni in co-reggenza con Talorgan mac Uuthoil. I due re, scomparsi in circostanze misteriose nell'837, ebbero come successore Eogán, figlio di Óengus.